# Duzulla
Duzulla és un gènere monotípic d'arnes de la família Crambidae. Conté només una espècie, Duzulla subhyalinalis, que es troba a Síria, Jordània i Índia.